# Katsushika (Tokyo)
Katsushika (葛飾区?, Katsushika-ku) è uno dei 23 quartieri speciali di Tokyo e si trova nel nord-est di Tokyo.

## Storia
Nel 1868 (primo anno dell'era Meiji) diventa una divisione della provincia di Musashi. Quando la provincia fu divisa e riconfigurata, Katsushika fu suddiviso tra il distretto di Kita-Katsushika (all'interno della Prefettura di Saitama), il distretto di Higashi-Katsushika (all'interno della Prefettura di Chiba) e il resto fu situato nella Prefettura di Tokyo. Il distretto di Minami-Katsushika comprendeva l'attuale quartiere di Katsushika, oltre ai quartieri di Edogawa, Kōtō e Sumida.
Il 1º ottobre 1932, 82 città e villaggi in cinque province vengono incorporati nella Città di Tokyo, e le 5 città e i 2 villaggi di Minami-Katsushika formano il quartiere di Katsushika. Fino al 31 marzo 1937 esisteva una città di Katsushika nella prefettura di Chiba con lo stesso nome, attualmente è parte della città di Funabashi.
Il 1º settembre 1938, un tifone in avvicinamento si combinò con un'onda di tempesta inondando i quartieri Joto, Mukojima ed Edogawa di Katsushika, attraverso lo scolo del fiume Arakawa. Circa 50.000 case furono allagate e 250.000 persone rimasero isolate.
Il 1º luglio 1943 la Prefettura di Tokyo e la Città di Tokyo vengono abolite e il 15 marzo 1947 Katsushika diviene uno dei quartieri speciali di Tokyo.

## Punti di interesse
A Katsushika si trovano il Santuario di Kasai, il Tempio Narihira Santosen, lo "Jizō legato" di Ōoka Echizen e il Shibamata Taishakuten, selezionato come uno dei 100 paesaggi sonori del Giappone e dei 100 paesaggi del Giappone dell'epoca Heisei.

## Geografia
Si trova a nord-est di Tokyo ed è l'unico quartiere la cui intera area si trova al di là del fiume Arakawa. La parte occidentale del quartiere è a livello del mare, con alcune aree a meno di 1 metro sul livello del mare. La parte orientale del quartiere, invece, oscilla tra 1 e 2,5 metri sul livello del mare. È l'unico quartiere di Tokyo che confina con le prefetture di Saitama e Chiba.
L'ufficio del rione (municipio di Katsushika) si trova a Tateishi.

### Confini
Katsushika confina con tre circoscrizioni di Tokyo: Adachi, Edogawa e Sumida. Le città di Matsudo, nella prefettura di Chiba, e di Misato e Yashio, nella prefettura di Saitama, formano il confine nord-orientale del rione.

### Fiumi
I principali fiumi di Katsushika includono l'Edogawa, l'Arakawa e l'Ayasegawa. Il Nakagawa e lo Shin-nakagawa attraversano il quartiere.

## Quartieri
Area Kameari-Aoto
- Aoto
- Kameari
- Nishikameari
- Shiratori

Area Kanamachi-Niijuku
- Higashikanamachi
- Kanamachi
- Kanamachijōsuijō
- Niijuku
- Tōganemachi

Area di Minamiayase-Ohanadjaya-Horikiri
- Higashihorikiri
- Horikiri
- Kosuge
- Ohanajaya

Area Mizumoto
- Higashimizumoto
- Minamimizumoto
- Mizumoto
- Mizumotokoen
- Nishimizumoto

Area Okudo-Shinkoiwa
- Higashishinkoiwa
- Nishishinkoiwa
- Okudo
- Shinkoiwa

Area Shibamata-Takasago
- Hosoda
- Kamakura
- Shibamata
- Takasago

Area Tateishi-Yotsugi
- Higashitateishi
- Higashiyotsugi
- Takaramachi
- Tateishi
- Yotsugi

## Edifici governativi
Nel quartiere si trova il Centro di detenzione di Tokyo, un istituto di pena, e una delle sette sale per le esecuzioni capitali del Giappone.

## Economia
Takara Tomy ha la sua sede a Katsushika.

## Trasporti

### Ferrovie
- JR East
  - Linea Jōban: 
    - Stazione di Kameari, Stazione di Kanamachi

  - Linea principale Sōbu: Stazione di Shin-Koiwa
- Keisei Electric Railway
  - Linea Keisei principale: 
    - Stazione di Horikiri-Shōbuen, Stazione di Ohanajaya, Stazione di Aoto, Stazione di Keisei Takasago

  - Linea Keisei Oshiage: 
    - Stazione di Yotsugi, Stazione di Keisei Tateishi, Stazione di Aoto

  - Linea Keisei Kanamachi: 
    - Stazione di Keisei Takasago, Stazione di Shibamata, Stazione di Keisei Kanamachi

  - Linea Keisei Narita Aeroporto:
    - Stazione di Keisei Takasago
- Linea Hokusō
  - Linea Hokusō: 
    - Stazione di Keisei Takasago, Stazione di Shin-Shibamata

### Strade
- Shuto Expressway C2 Central Loop (Itabashi JCT - Kasai JCT)
- Strada Nazionale 6 (Mito Kaidō)
- Kan-nana
- Kuramae bashi
- Heiwa bashi
- Shibamata Kaidō
- Okudo Kaidō
- Tokyo Route 307 Oji-Kanamachi-Edogawa line (Oji-ekimae to Minami-shinozaki)

## Città gemellate
- Floridsdorf, Vienna[7].
- Distretto di Fengtai, Pechino[8]
- Seul[9].
- Penang[10].

## Opere ambientate nel quartiere Katsushika
- Otoko wa tsurai yo (男はつらいよ?, "È dura essere un uomo") - Il quartiere di Shibamata è la casa di Tora-san, il protagonista della serie, interpretato da Kiyoshi Atsumi. Una statua di Tora-san si trova fuori dalla stazione di Shibamata[11][12].
- Kochira Katsushika-ku Kameari kōen-mae hashutsujo - La serie manga più longeva della storia si svolge a Katsushika.
- Uchu kaijû Gamera
- San nen B-gumi Kinpachi-sensei - La maggior parte delle riprese hanno sede nelle scuole di Katsushika.
- Long Vacation
- Beautiful Life
- Kamen Rider Hibiki
- Kekkon dekinai otoko - 1 episodio girato sul posto

Qui si trova anche una statua del personaggio principale di Capitan Tsubasa, Tsubasa Ozora, poiché la città immaginaria di Nankatsu è stata ispirata proprio da Katsushika.